# Вільямс (Південна Кароліна)
Вільямс (англ. Williams) — місто (англ. town) в США, в окрузі Коллтон штату Південна Кароліна. Населення — 98 осіб (2020).

## Географія
Вільямс розташований за координатами 33°2′3″ пн. ш. 80°50′34″ зх. д. / 33.03417° пн. ш. 80.84278° зх. д. (33.034143, -80.842844).  За даними Бюро перепису населення США в 2010 році місто мало площу 2,19 км², уся площа — суходіл.

## Демографія
Згідно з переписом 2010 року, у місті мешкало 117 осіб у 45 домогосподарствах у складі 33 родин. Густота населення становила 53 особи/км².  Було 52 помешкання (24/км²).
Расовий склад населення:
| - 59,0 % — білих - 31,6 % — чорних або афроамериканців - 5,1 % — осіб інших рас |

До двох чи більше рас належало 4,3 %. Частка іспаномовних становила 6,0 % від усіх жителів.
За віковим діапазоном населення розподілялося таким чином: 19,7 % — особи молодші 18 років, 50,4 % — особи у віці 18—64 років, 29,9 % — особи у віці 65 років та старші. Медіана віку мешканця становила 51,1 року. На 100 осіб жіночої статі у місті припадало 88,7 чоловіків;  на 100 жінок у віці від 18 років та старших — 80,8 чоловіків також старших 18 років.
Середній дохід на одне домашнє господарство  становив 69 324 долари США (медіана — 60 000), а середній дохід на одну сім'ю — 79 231 долар (медіана — 60 938). За межею бідності перебувало 5,3 % осіб, у тому числі 10,0 % дітей у віці до 18 років та 4,9 % осіб у віці 65 років та старших.
Цивільне працевлаштоване населення становило 42 особи. Основні галузі зайнятості: освіта, охорона здоров'я та соціальна допомога — 47,6 %, транспорт — 14,3 %, будівництво — 11,9 %.